# Il campiello
Il campiello è una commedia teatrale in cinque atti del drammaturgo veneziano Carlo Goldoni. La commedia, scritta in occasione del carnevale di Venezia del 1756, fu rappresentata per la prima volta il 19 febbraio 1756 presso il Teatro San Luca di Venezia. 
L'opera è una tra le più celebri commedie scritte da Carlo Goldoni.

## Trama
La trama racconta gli amori, le risse, le vanità, gli scherzi e - soprattutto - i divertimenti delle donne del popolo, in una fredda giornata di Carnevale. La scena si svolge a Venezia, in una piccola piazza (campiello) circondata da alcune case, tra cui quella di Gasparina e quella di Lucietta. Dall'altro lato del campiello, quella di Orsola e quella di Gnese. Al centro della scena, sullo sfondo, vi è una locanda con una lunga terrazza ricoperta da un pergolato. Al tempo di Carnevale, si passa il tempo in svaghi collettivi, come il Lotto della Venturina. Pasqua vuole maritare la figlia Gnese per potersi risposare. La vecchia Catte, per la stessa ragione, vorrebbe che sua figlia Lucietta sposasse presto Anzoletto;  Orsola, la frittolera, cerca moglie per suo figlio Zorzetto. Un cavaliere napoletano di passaggio corteggia Gasparina, nipote del ricco Fabrizio. Dopo una lite furibonda per futili motivi, interviene il Cavaliere che riesce a calmare gli animi ed invita tutti a cena per festeggiare il suo fidanzamento con Gasparina. Verso sera le chiacchiere si calmano e tutto è sistemato secondo i desideri degli innamorati e ogni tensione si stempera: Gnese sposa Zorzetto, Anzoletto dà l'anello a Lucietta e il cavaliere potrà partire con Gasparina la quale - prima di avviarsi a cena - si congeda da Venezia con un appassionato, commosso saluto all'umile e schietta umanità di questo campiello.

## Poetica
Nell'introduzione, scrive l'autore: L'azione di questa Commedia è semplicissima, l’intreccio è di poco impegno, e la peripezia non è interessante; ma ad onta di tutto ciò, ella è stata fortunatissima sulle scene in Venezia non solo, ma con mia sorpresa in Milano fu così bene accolta, [...] ma vi è una tal verità di costume, che quantunque travestito con termini particolari di questa Nazione, si conosce comunemente da tutti.
Affermò Attilio Momigliano: Nessuno come Goldoni seppe far arte grande di argomenti tenui: questo non è forse molto più agevole che far arte grande di argomenti gravi: per riuscirvi bisogna trovar sostanza dove i più non ne vedono.
Per Giuseppe Emiliani: Il Campiello è una festa poetica per gli orecchi e per gli occhi: un concerto di voci, un continuo movimento di emozioni, un universo chiuso, ripiegato su se stesso, nel quale tutti i personaggi vivono allo stesso ritmo, in osmosi - per così dire - nei confronti dell'ambiente.

## Adattamenti
Ermanno Wolf-Ferrari compose nel 1936 un'omonima opera lirica in tre atti su libretto di Mario Ghisalberti. L'opera Il campiello fu rappresentata per la prima volta l'11 febbraio 1936 al Teatro alla Scala di Milano.